# CarPlay
CarPlay is een standaard ontwikkeld door Apple Inc. waarmee iOS is te gebruiken in combinatie met auto-infotainmentsystemen die dit ondersteunen. Zo kan het beeldscherm van het infotainmentsysteem worden gebruikt als verlengstuk van het iOS-apparaat, zoals een iPhone. Met CarPlay kan men navigeren, bellen, muziek luisteren, berichten versturen en ontvangen vanuit de auto. CarPlay is beschikbaar op alle iPhone-modellen vanaf de iPhone 5 die draaien op iOS 7.1 of nieuwer.
Volgens Apples website hebben alle grote autofabrikanten een licentie voor het gebruik van CarPlay in hun voertuigen. Voertuigen zonder CarPlay kunnen een aftermarket-entertainmentsysteem installeren.

## Software
Apples eigen geschikte apps voor CarPlay zijn:
- Telefoon
- Apple Music
- Apple Kaarten
- Kalender (geïntroduceerd in iOS 13)
- Berichten
- AudioBooks (onderdeel van Apple Books)
- Podcasts
- Instellingen (geïntroduceerd in iOS 13, CarPlay-specifiek)

Ontwikkelaars moeten toestemming krijgen van Apple om CarPlay-apps te kunnen ontwikkelen. Zulke apps vallen binnen vier categorieën:
- Audio: leveren voornamelijk audio-content, zoals muziek of podcasts. Bijvoorbeeld: Audible, iHeartRadio, QQ Music, Spotify en Overcast.
- Navigatie: stapsgewijze begeleiding, waaronder het zoeken naar points of interest (POI) en navigeren naar een bestemming. Deze functies werden geïntroduceerd in iOS 12. Bijvoorbeeld: AutoNavi, Google Maps en Waze.
- Automaker: Geïntroduceerd in iOS 9, deze automakers-apps staan een gebruiker toe om auto-specifieke functies te regelen zoals airconditioning, snelheid of radio via CarPlay.
- Messaging/Voice over IP (VoIP): voor het luisteren naar nieuwe berichten en deze te beantwoorden door middel van dicteren via een spraakinterface. Deze functie werd geïntroduceerd in iOS 10. Berichten-apps van CarPlay zijn geïntegreerd in Siri (bekend als SiriKit), terwijl VoIP apps geïntegreerd zijn in de iOS bel-interface die gebruikmaakt van CallKit.

Om afleiding tijdens het rijden te ontmoedigen wordt spraak via Siri gebruikt. Hiermee is stapsgewijze begeleiding voor navigeren mogelijk, evenals het versturen van tekstberichten via spraak. Nieuws- en weerberichten worden uitgesproken, in plaats van getoond op een beeldscherm.